# Rinako Hirasawa
Rinako Hirasawa (平沢里菜子, Hirasawa Rinako) une actrice japonaise de films pornographiques et érotiques (films roses). Elle paraît dans de nombreux films érotiques primés et se voit attribuer le prix de la "meilleure actrice" 2007 pour l'ensemble de son œuvre dans le genre.

## Biographie
Hirasawa exerce un travail à temps partiel dans un magasin situé au centre commercial Ōkura Theater de Tokyo, où sont vendus des « films roses ». C'est ainsi qu'elle s'intéresse de près à ce genre de productions. Elle pénètre dans le monde de la vidéo pornographie en 2003 et se spécialise dans le genre sadomasochiste, en travaillant pour Moodyz, Soft On Demand, CineMagic et Wanz Factory. Après avoir interprété une quarantaine de films pornographiques, elle débute dans le fim érotique Frog Song (2005) du réalisateur Shinji Imaoka Hirasawa endosse le rôle de Kyōko, une artiste qui aspire à devenir un auteur de bandes illustrées et qui travaille comme prostituée. Le film est élu « film de l"année » et Hirasawa se voit attribuer le prix de la seconde meilleure actrice au Pink Grand Prix. Quelques mois plus tard, au mois d'octobre 2005, elle joue dans une comédie érotique intitulée The Strange Saga of Hiroshi the Freeloading Sex Machine, réalisée par Yūji Tajiri, laquelle rst projetée à l'occasion du 14e Festival du film de Raindance, qui s'est tenu au mois de septembre 2006. Hirasawa interprétait le rôle du personnage principal à l'intérêt limité pour l'amour.
À partir du milieu de l'année 2005, Hirsawa abandonne les films pornographiques au profit du cinéma conventionnel et érotique ainsi que du V-cinema. Au mois de mai 2006, elle annonce qu'elle quitte définitivement son agence Got (ガットエージェンシー) pour travailler indépendamment. New Tokyo Decadence - The Slave du réalisateur Osamu Satō, paru en 2007, serait basé sur la propre expérience d'Hirasawa. Le film est plébiscité meilleur film rose de l'année et Hirasawa remporte le prix de la Meilleure Actrice pour son interprétation.

## Filmographie sélective

### Vidéos pornographiques
| Titre de la vidéo,                                                                              | Producteur N° d'identification     | Réalisateur        | Parution   | Notes                                                  |  |
| ----------------------------------------------------------------------------------------------- | ---------------------------------- | ------------------ | ---------- | ------------------------------------------------------ |  |
|                                                                                                 |                                    |                    |            |                                                        |  |
|                                                                                                 |                                    |                    |            |                                                        |  |
| Anal Adultery 2 アナル姦通 第2章                                                                | Moodyz Joker MDJ-074               | Katsuyuki Hasegawa | 15-02-2004 | Avec Rin Nonomiya (alias Mei Hasegawa) & Himika Aihara |  |
| Amateur Model Recruitment False Interview Trick 素人モデル面接ハメ撮り 偽りの募集と面接官の策略 | Red D-075                          |                    | 22-04-2004 | Avec trois autres actrices                             |  |
| Eromesu 7 凌辱エロメス 7                                                                        | Wild Side / King of Realism DWD-07 | Kaoru Toyoda       | 19-03-2004 |                                                        |  |
| LUSH Double Anal ＬＵＳＨ ダブル アナル                                                         | Aurora Project DVKR-014            |                    | 11-09-2004 | Avec Eri Ueno                                          |  |
| Woman Who Wants to Be Beaten 打擲願望の女                                                       | CineMagic BA-068                   | Koisaburo Akai     | 17-09-2004 |                                                        |  |
| Watashi O Idi Me Te Kudasai 私をイジめてください                                                | Hayabusa Agency DVH-230            |                    | 13-11-2004 | Avec Miku Sakashita & Yuria Hidaka                     |  |
| Remote Control Vibrator Club リモコンバイブ倶楽部がイク                                         | SOD SDDM-553                       |                    | 06-01-2005 | Avec 5autres actrices                                  |  |
| Immoral Anal Temptation 彼女の肛門 アナル小悪魔娘                                               | AVS DAPS-20                        |                    | 10-01-2005 |                                                        |  |
| Anal Orgasm アナルオーガズム                                                                    | Wanz Factory M-Mode IO-102         | Iceman Ochiai      | 01-04-2005 |                                                        |  |
| White Shirt Fetish Yシャツっ娘                                                                  | Wanz Factory e-kos CO-111          |                    | 01-05-2005 | Avec 6 autres actrices                                 |  |
| Anal Temptation : Rinako Hirasawa                                                               | Red Hot RED-007                    |                    | 25-06-2005 | Non censuré                                            |  |
| Slave Press No. 27 奴隷通信 Ｎｏ．２７                                                          | Art Video 2335                     | 夢流ＺＯＵ         | 16-07-2005 |                                                        |  |
| Dera Beppin Rinako Hirasawa Dera Beppin 平沢里菜子                                              | On Air Dekachin-Z DRBP-01          |                    | 25-10-2005 |                                                        |  |
| Woman Who Wants to Be Beaten 打擲願望の女                                                       | CineMagic Jyoh DD-160              | Koisaburo Akai     | 25-11-2005 | Compilation avec Shiho Miyasaki                        |  |
| Paipan Jūkan 2 (Bête Rasée Viol 2) パイパン獣姦 2                                               | Karma KRFV-003                     |                    | 13-01-2006 | Bestialité                                             |  |
| Beautiful Schoolgirl Rape Clinic 美人女子校生陵辱クリニック                                     | DreamVision21 con flower CFRJ-01   |                    | 01-08-2006 |                                                        |  |
| Maniac Love Text Lesson 5 マニアック・ラブ・テキスト ５ Ｍ女性の愛し方                          | Sanwa Publishing MCD-008           |                    | 25-05-2007 | Avec Tsubaki Kanda                                     |  |

### Films conventionnels
| Titre du film, | Producteur N° d'identification | Réalisateur                | Parution   | Notes                                         |  |
| --- | ------------------------------ | -------------------------- | ---------- | --------------------------------------------- |  |
| |                                |                            |            |                                               |  |
| |                                |                            |            |                                               |  |
| Paid Companionship Story: Girls Who Want to Do It Alias Frog Song, 援助交際物語 したがるオンナたち Enjo-kōsai monogatari: shitagaru onna-tachi | Kokuei Shintōhō                | Shinji Imaoka              | 10-06-2005 | 65 Min. Avec Konatsu                          |  |
| The Strange Saga of Hiroshi the Freeloading Sex Machine ＳＥＸマシン 卑猥な季節 Sex mashin: Hiwai na kisetsu                                   | Kokuei Shintōhō                | Yūji Tajiri                | 07-11-2011 | 64 Min. Avec Mutsuo Yoshioka                  |  |
| Uncle's Paradise おじさん天国 (絶倫絶女) Ojisan tengoku alias Mighty Extreme Woman おじさん天国 Zetsurin Zetsujo                               | Kokuei Shintōhō                | Shinji Imaoka              | 12-05-2006 | 64 Min. Avec Shirō Shimomoto & Minami Aoyama  |  |
| The Wife and the Secretary: Overflowing Love Juice, 人妻とＯＬ あふれる愛液 Hitozuma to OL: afureru ai-eki                                     | Shintōhō                       | Osamu Satō                 | 29-09-2006 | Avec Erina Aoyama & Sakurako Kaoru            |  |
| New Tokyo Decadence – The Slave 奴隷 Dorei | Shintōhō                       | Osamu Satō                 | 2007-03-09 | 62 min.                                       |  |
| ふしだら慕情 白肌を舐める舌 Fushidara Bojō: Shirahada o Nameru Shita                                                                           | Tarō Productions OP Eiga       | Tarō Araki                 | 2007-03-16 | 60 min. Avec Yutaka Ikejima et Lemon Hanazawa |  |
| 理容店の女房 夜這い寝間 Riyōten no nyōbō: yobai nema                                                                                           | Sakae Planning Xces            | Sakae Nitta                | 2007-04-27 | 60 min. Avec Kyōko Kazama                     |  |
| 闇を駆け抜けろ！ Yami o Kakenukero | Toka Jungle                    | Keita Tokaji               | 09-06-2007 | 60 min. Avec Lemon Hanazawa & Akiho Yoshizawa |  |
| ワイセツ和尚 女体筆いじり Waisetsu Oshō: Nyotai Hitsu Ijiri                                                                                    | Powerful OP Eiga               | Shigeo Moriyama (森山茂雄) | 09-06-2007 | Avec Kazuhiro Sano                            |  |
| Nakagawa Jun Kyōju no Inbina Hibi 中川准教授の淫びな日々 Nakagawa Jun Kyōju no Inbina Hibi                                                     | Matsuoka Productions Xces      | Kunihiko Matsuoka          | 28-03-2008 | Avec Minami Aoyama                            |  |
| シャーリーの転落人生 Shaarii no Kōshoku Jinsei to Tenraku Jinsei                                                                               |                                | Masanori Tominaga          | 11-04-2009 | Avec Kenzô Fukutsuya & Izumi Kasagi           |  |